# Alessandro Ghigi

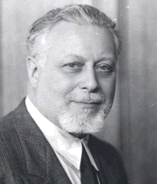
Alessandro Ghigi (1943)

Alessandro Ghigi (* 9. Februar 1875 in Bologna; † 20. November 1970 ebenda) war ein italienischer Zoologe, Naturforscher und Umweltschützer. 

## Leben
Ghigi war der Sohn des Rechtsanwalts Callisto Ghigi und seiner Frau Maria Morelli. Nach seinem Studium der Naturwissenschaften an der Universität Bologna, wo er unter anderem Schüler von Carlo Emery, Federico Delpino, Giacomo Luigi Ciamician und Augusto Righi war, gehörte er im Jahr 1900 zu den Gründungsmitgliedern der Società Emiliana Pro Montibus et Sylvis.
Ghigi wurde 1902 zum Doktor der Zoologie promoviert und unterrichtete an der Landwirtschaftlichen Hochschule in Bologna sowie an der Universität Ferrara. Im Jahr 1922 wurde er Professor für Zoologie in Bologna, wo er das Institut für Zoologie leitete. Von 1930 bis 1943 war er Rektor der Universität Bologna. Im Jahr 1911 war er einer der Gründer der italienischen Fachzeitschrift Rivista Italiana di Ornitologia. In den ersten beiden Jahrzehnten des 20. Jahrhunderts setzten sich Ghigi, Erminio Sipari und Pietro Romualdo Pirotta für einen Nationalpark in den Abruzzen ein, der im September 1922 eingeweiht und 1923 von der Regierung anerkannt wurde. 1933 gründete er das ursprünglich auf Jagd ausgerichtete Zoologische Laboratorium für angewandte Zoologie, das heute im Istituto Superiore per la Protezione e la Ricerca Ambientale (ISPRA) integriert ist.
Ghigi wurde zum Abgeordneten des Königreichs Italien in der XXIV. Legislaturperiode gewählt und am 6. Februar 1943 zum Senator ernannt. Im Jahr 1938 tauchte sein Name unter den italienischen Wissenschaftlern und Intellektuellen auf, die die faschistischen Rassengesetze unterstützten. 1939 veröffentlichte er beim Verlag Zanichelli ein Buch mit dem Titel Problemi biologici della razza e del meticciato, in dem er die Ansicht vertrat, dass „Mischlinge die Ursache der Rückentwicklung und des Zerfalls, eine Wunde der natürlichen Evolution“ sind.
1951 förderte Ghigi die Einrichtung der Commissione per la conservazione della natura e delle sue risorse des Consiglio Nazionale delle Ricerche, einer Organisation, der er bis zu seinem Tod vorstand. 1954 war er Mitbegründer der Zeitschrift Natura e Montagna, die er von 1954 bis 1966 herausgab.
Er ist Autor von Hunderten von Publikationen, vor allem zur Zoologie, sowie einer Reihe von Berichten und hat auch den Band La Fauna (Mailand 1959) des Touring Club Italiano herausgegeben. 1905 beschrieb er die Unterart Guttera pucherani barbata des Kräuselhauben-Perlhuhns.
Ghigi war Mitglied der Accademia delle Scienze dell’Istituto di Bologna und der Päpstlichen Akademie der Wissenschaften. 1938 war er Präsident des Internationalen Ornithologischen Kongresses in Rouen.

## Auszeichnungen
Ghigi wurde mit dem Großoffizierskreuz des Ordens der Krone von Italien und mit dem Komturkreuz des Ritterordens der hl. Mauritius und Lazarus ausgezeichnet.